# コンゴ共和国関係記事の一覧
コンゴ共和国関係記事の一覧（コンゴきょうわこくかんけいきじのいちらん）は、コンゴ共和国関連記事を一覧にしたものである。独立前の関係記事も取り扱う。
- コンゴ共和国出身の人物についてはコンゴ共和国出身人物の一覧を参照。

## 英数字・記号
- CFAフラン
- 1964年東京オリンピック
- 1980年モスクワオリンピック
- 1984年ロサンゼルスオリンピック
- 2000年シドニーオリンピック
- .cg

## あ行
- アニミズム
- アブラヤシ - 生産物
- アフリカ U-20ネイションズカップ
- アフリカネイションズカップ
- アフリカネイションズカップ1972
- アフリカ文学
- アフリカユース選手権2007
- アンゴラ - 周辺国であり同時に一部地域が隣接した状態となっている
- イスラム教
- ウバンギ川
- オリンピックのコンゴ共和国選手団

## か行
- カカオ - 生産物
- カビンダ - アンゴラの地方行政区分の一つであり、飛び地となっている。この地域がコンゴ民主共和国に接している
- ガボン - 隣国。西に位置する
- カメルーン - 隣国。北に位置する
- ギニア湾
- 共和国議会 (コンゴ共和国)
- キリスト教
- クイル地方
- コーヒー - 生産物
- コンゴ - 歴史的地名。元はバントゥー語で「山」を意味する
- コンゴ王国 - かつて存在していた王国。同国の前身の一つに当たる
- コンゴ・オセアン鉄道
- コンゴ川
- コンゴ共和国内戦
- コンゴ共和国におけるLGBTの権利
- コンゴ共和国の音楽
- コンゴ共和国の行政区画
- コンゴ共和国の言語
- コンゴ共和国の大統領
- コンゴ共和国の都市の一覧
- コンゴ語
- コンゴ人 - 同国の主要民族
- コンゴ人民共和国 - かつて存在していた国家。同国の前身に当たる
- コンゴ盆地
- コンゴ民主統合発展運動（英語版）
- コンゴ民主共和国 - 隣国。東に位置する
- コンゴ労働党

## さ行
- サッカーコンゴ共和国代表
- サトウキビ - 生産物
- サバナ気候
- サンガ川
- サンガ川流域の3か国保護地域
- 社会民主主義パン・アフリカン連合

## た行
- タバコ - 生産物
- 中央アフリカ共和国 - 隣国。北に位置する
- 中部アフリカ
- 鉄鉱石 - 同国で採掘される鉱物

## な行
- 西キュヴェト地方
- ニンジャ (コンゴ共和国)
- ヌアバレ＝ンドキ国立公園（英語版）
- 熱帯雨林
- 熱帯モンスーン気候

## は行
- プール地方
- ブエンザ地方
- ブラザヴィル - 首都
- フランス - かつての宗主国のひとつ
- フランス共同体
- フランス植民地帝国
  - フランス領コンゴ - フランス植民地の一つ。同国の前身に当たる
  - フランス領赤道アフリカ - フランス植民地の一つ。同国の前身に当たる
- ポルトガル - かつての宗主国のひとつ
- ポワントノワール - 都市
- ポワントノワール空港

## ま行
- マヤマヤ空港
- マリアン・ングアビ大学
- マレボ湖
- マルクス＝レーニン主義
- ムベンガ - コンゴ川水系に生息する大型の淡水魚。肉食性である
- モケーレ・ムベンベ - UMA（未確認生物）の一つ。同国をはじめとする中部アフリカ地域の広大な熱帯雨林の湖沼地帯に生息しているのではないかと想像されている

## ら行
- ラッカセイ - 生産物
- 林業 - 主要産業
- レジスタンス国民会議 (コンゴ共和国)
- ロアンゴ王国（英語版） - かつて存在していた王国